# Phare de Romsø
Le phare de Romsø  (en danois : Romsø Fyr) est un phare au Danemark, situé sur Romsø, une île de 108 hectares située dans le Grand Belt, à l’est de Hindsholm sur l’île de Fionie.
Le phare a été conçu en 1869 par l’architecte N. S. Nebelong,, un des principaux architectes des phares danois qui était un maître dans ce domaine. Il a également conçu le phare de Skagen, le phare de Hirtshals, le phare de Bovbjerg, le phare de Vesborg, le phare de Hjelm et le phare de Røsnæs. Apparemment, Nebelong voulait essayer quelque chose de complètement nouveau lorsqu’il a conçu le phare de la petite île, en s’inspirant de plusieurs autres phares scandinaves.
Le phare est une tour octogonale, de 10 mètres de haut, construite en pierre jaune.
Le phare avait à l’origine, en 1869, une lumière fixe amplifiée par un appareil à lentilles. L’appareil à lentilles a été remplacé en 1886 par un appareil rotatif. En 1909, le phare a été équipé d’un manchon à incandescence. Le phare a été reconstruit en 1955. Parmi les habitants du continent, la corne de brume était connue sous le nom de « taureau Romsø ».
Il y avait à l’origine une maison du gardien de phare reliée au phare, mais elle a brûlé en 1981. Il n’a été possible de sauver que le phare. Erik Clausen, qui était présent lors de la lutte contre l’incendie, s’est allongé dans le couloir central entre le phare et la maison pour sécuriser le phare.
En 1970, il a été décidé d’automatiser le phare de Romsø, ce qui a entraîné un dépeuplement de l’île. Le phare a été fermé le 1er octobre 1973 après la mise en place des phares à mât tubulaire fixe dans le Grand Belt. Les deux derniers résidents permanents ont quitté l’île dans les années 1990. Aujourd’hui, la poignée de maisons de Romsø est utilisée exclusivement à des fins de loisirs. Il est possible de visiter le phare en utilisant le bateau postal depuis le port de Kerteminde.